# HMS Rattler (1843)
HMS Rattler (Корабль Её Величества «Рэттлер») — британский парусно-паровой шлюп. Первый корабль Королевского флота, оснащённый винтовым движителем с приводом от паровой машины.

## Колесо или винт?
С точки зрения военных моряков колёсный движитель в сравнении с винтовым обладает несколькими серьёзными недостатками. Во-первых, гребные колёса в бою уязвимы для огня противника, в то время как гребной винт скрыт под водой. Во-вторых, гребные колёса, расположенные вдоль бортов, занимают место, которое можно было бы использовать для установки пушек. Всё это было известно лордам Адмиралтейства, однако до начала 1840-х эффективность пропульсивной системы с винтовым движителем ещё не была доказана.
В 1839 году в Англии был построен первый в мире винтовой пароход Archimedes, прошедший серию состязаний с колёсными пароходами. Адмиралтейство решило провести собственные испытания новой технологии, для чего был заказан и построен HMS Rattler.

## Строительство
Корабль был спущен на воду 12 апреля 1843 года на верфи в Ширнессе (англ. Sheerness Dockyard), после чего в течение двух лет проходил испытания. 12 декабря 1844 года в Вулвиче HMS Rattler был включён в списки Королевского флота. Первым капитаном шлюпа стал коммандер Генри Смит (англ. Henry Smith).

## Служба
В период с 1843 по 1845 год Rattler прошёл множество состязаний с колёсными пароходами. Состязания проводились с целью выяснить, хорош ли гребной винт в сравнении с гребным колесом. Самое известное состязание состоялось в марте 1845 года. Rattler несколько раз победил колёсный пароход Alecto. Одним из испытаний было перетягивание каната: повёрнутые кормами друг к другу корабли соединили канатом, после чего машины обоих кораблей дали полный ход. Оснащённый винтом Rattler не только выдержал напор колёсного соперника, но и пересилил его, протащив на канате со скоростью 2 узла (3,7 км/ч)
В ходе всего цикла испытаний на корабле были опробованы различные конструкции гребного винта.
17 мая 1845 года Rattler совместно с пароходом Monkey отбуксировал на Оркнейские острова HMS Terror и HMS Erebus. 10 июня Rattler вернулся в Вулвич.
Со 2 февраля 1849 года по 15 апреля 1851 года кораблём командовал коммандер Артур Камминг (англ. Arthur Cumming). Шлюп в то время крейсировал у западного побережья Африки с целью пресечения работорговли. 30 октября 1849 года Rattler перехватил бригантину Alepide бразильских работорговцев.
Шлюп участвовал во Второй англо-бирманской войне (1852—1853 гг.).
4 августа 1855 года Rattler, HMS Eaglet и USS Powhatan успешно атаковали китайских пиратов.
В 1856 году корабль был разобран.